# Penisola di Jugor
La penisola di Jugor (in russo Югорский полуостров, Jugorskij poluostrov?)  è un promontorio che si trova sulla costa settentrionale della Russia europea. Fa parte del circondario autonomo dei Nenec.
Sulla costa settentrionale della penisola si trova il porto di Amderma. La penisola è popolata da nenci e anche da russi, la densità della popolazione è bassa.

## Geografia
La penisola si trova tra la baia della Chajpudyra, nel mare della Pečora a ovest, e la baia della Bajdarata, nel mare di Kara a est, mentre lo stretto di Jugor, a nord, la divide dall'isola Vajgač. La sua superficie è di circa 18 000 km². La parte centrale della penisola è occupata dalla cresta Paj-Choj, il cui punto più alto è il monte Moreiz (467 m s.l.m).
Il mare di Barents (di cui il mare della Pečora fa parte), riceve correnti relativamente calde dall'Oceano Atlantico ed è più caldo del mare di Kara che rimane ghiacciato per oltre nove mesi all'anno. Così spesso, in primavera e in autunno, la costa orientale della penisola di Jugor è ghiacciata, mentre la costa occidentale è priva di ghiaccio. Il maggior corso d'acqua della penisola è il Bol'šaja Oju.

### Il cratere Kara

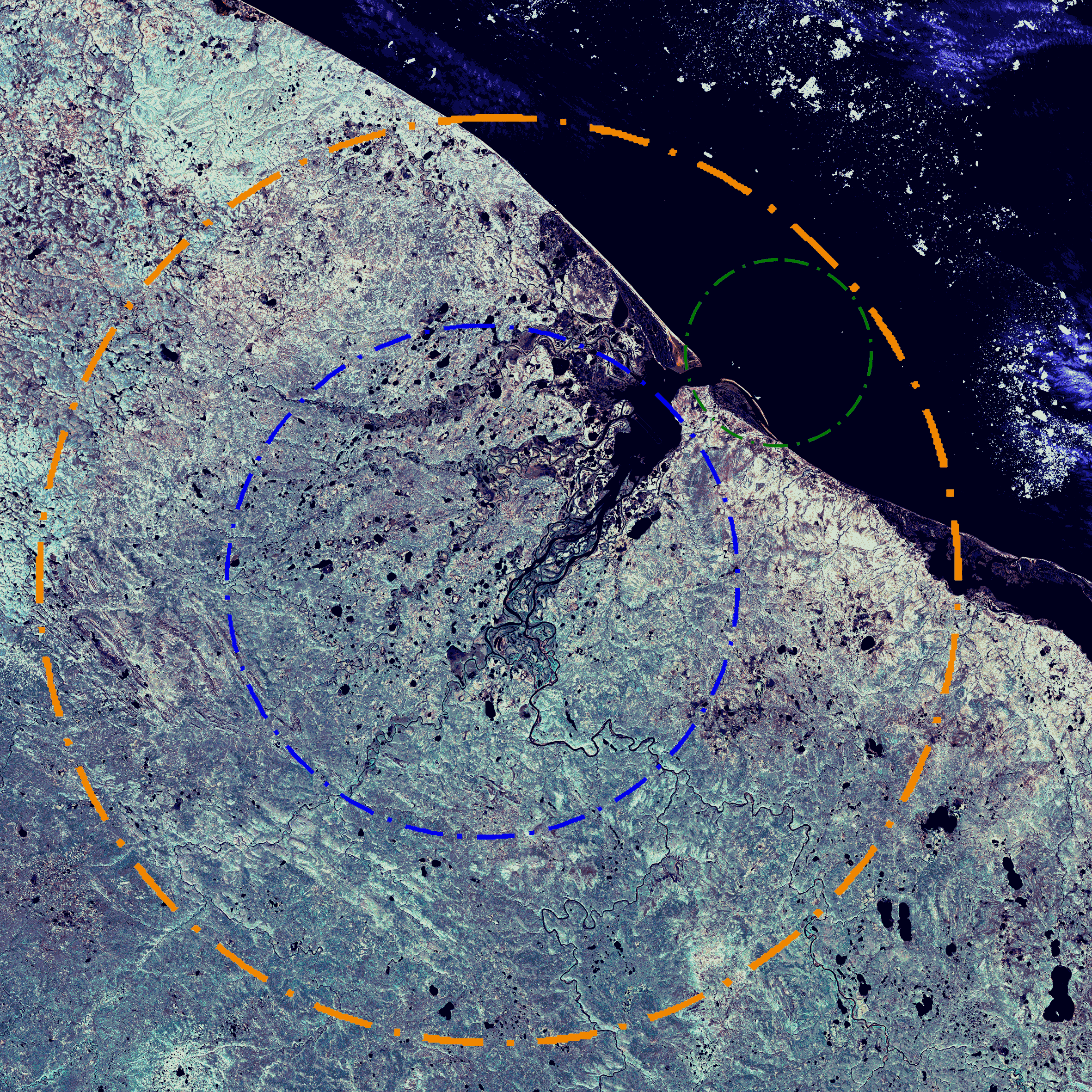
Immagine della struttura meteorica sulla penisola di Jugor. Immagini ottenute da Landsat 7. Il cerchio giallo indica il cratere sulla presunzione del suo diametro di 120 km; il blu e il verde di diametro 60 e 22 km, rispettivamente. Il cratere non è chiaramente distinguibile nella foto; tuttavia, il confine della depressione può essere tracciato da tonalità più calde.

Il cratere meteorico Kara (60-65 km di diametro) si trova all'estremità sud-orientale della penisola di Jugor, mentre quello di Ust'-Kara (25 km di diametro) si trova al largo, 15 km a est della piccola insenatura di Karskaja guba e dell'omonimo villaggio di Ust'-Kara. In passato si credeva che questi due siti fossero due crateri separati e che formassero una struttura a doppio impatto di meteorite a larga scala nel Cretaceo superiore. Tuttavia, sembra che il sito Ust'-Kara non esista come un sito separato, ma è solo una parte della struttura d'impatto di Kara. Fortemente eroso, è attualmente di 65 chilometri di diametro, anche se si pensa che sia stato originariamente di 120 chilometri prima dell'erosione. La sua età è stimata in 70,3 ± 2,2 milioni di anni. 